# 伊什珀明 (密歇根州)
伊什珀明（英語：Ishpeming）是一個位於美國密歇根州馬凱特縣的城市。

## 人口
根據2020年美國人口普查的數據，伊什珀明的面積為24.23平方千米，當中陸地面積為22.66平方千米，而水域面積為1.57平方千米。當地共有人口6140人，而人口密度為每平方千米253人。